# Copa Ciudad de La Serena 2011

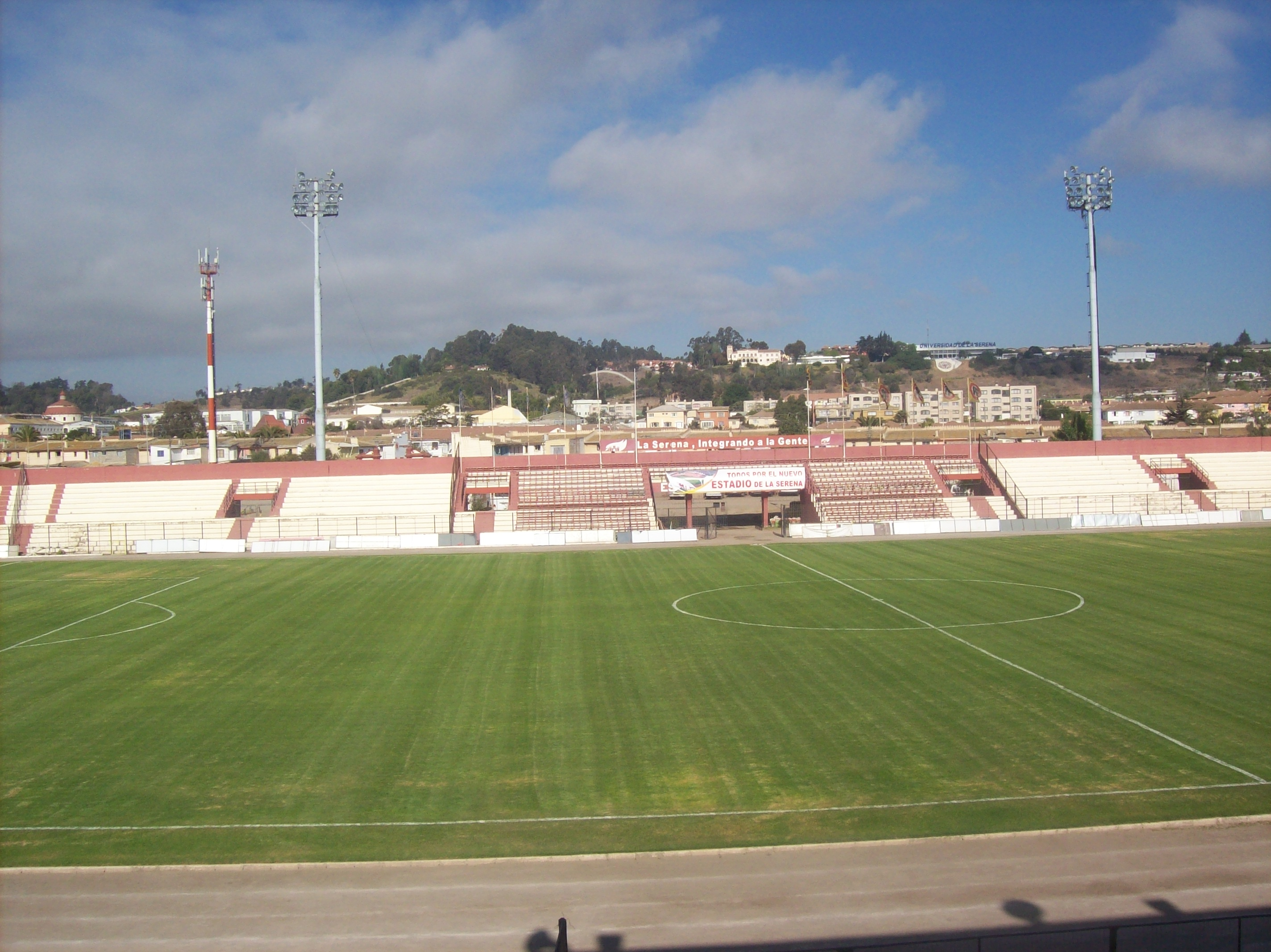
El Estadio La Portada fue el escenario de la Copa Ciudad de La Serena 2011.

La Copa Ciudad de La Serena 2011 fue la séptima edición de este torneo amistoso. Se disputó el 21 de diciembre de 2011, en un partido único, entre las selecciones de Chile y Paraguay, siendo la primera vez que era animada por selecciones nacionales. Chile se adjudicó el torneo tras imponerse por 3-2 sobre Paraguay, destacándose en el encuentro, el jugador chileno Sebastián Pinto, quien anotó una tripleta.
En Chile, el encuentro fue transmitiro en vivo por el canal local de televisión abierta Chilevisión.

## El partido
| 21 de diciembre de 2011 | Chile                    | 3:2 (1:0) | Paraguay                 | Estadio La Portada, La Serena                                                   |                                                                                 |
|                         | Pinto 19' 63' (pen.) 74' |           | Benítez 53' · Manzur 55' | Asistencia: 7.000 espectadores espectadores Árbitro(s): Raúl Orozco (Boliviano) | Asistencia: 7.000 espectadores espectadores Árbitro(s): Raúl Orozco (Boliviano) |

| 1          | POR        | Luis Marín               |     |
| 6          | DEF        | Leandro Delgado          | 74' |
| 17         | DEF        | Luis Casanova            |     |
| 4          | DEF        | Lucas Domínguez          |     |
| 16         | MED        | Michael Contreras        |     |
| 26         | MED        | Christian Martínez Muñoz |     |
| 21         | MED        | Lorenzo Reyes            | 83' |
| 22         | MED        | Matías Campos Toro       |     |
| 10         | DEL        | Junior Fernandes         | 87' |
| 19         | DEL        | Sebastián Pinto          | 76' |
| 18         | DEL        | Mathías Vidangossy       | 74' |
| Entrenador | Entrenador | Claudio Borghi           |     |

| 12         | POR        | Diego Barreto      |     |
| 6          | DEF        | Carlos Bonet       | 63' |
| 13         | DEF        | Ismael Benegas     |     |
| 3          | DEF        | Julio César Manzur | 71' |
| 2          | DEF        | Tomás Bartomeus    |     |
| 5          | MED        | Víctor Ayala       | 80' |
| 14         | MED        | Fidencio Oviedo    |     |
| 8          | MED        | Sergio Aquino      | 24' |
| 11         | DEL        | Édgar Benítez      | 70' |
| 16         | DEL        | José Ariel Núñez   |     |
| 7          | DEL        | Pablo Zeballos     | 42' |
| Entrenador | Entrenador | Francisco Arce     |     |

| 3  | DEF | Eric Godoy       | 74' |
| 24 | MED | Jorge Romo       | 74' |
| 9  | DEL | Leonardo Monje   | 76' |
| 2  | DEF | Matías Gutiérrez | 83' |
| 14 | DEL | Sebastián Ubilla | 87' |

| 15 | MED | Silvio Torales      | 24' |
| 18 | MED | Marcos Melgarejo    | 42' |
| 10 | MED | Julio dos Santos    | 63' |
| 17 | DEL | Fredy Bareiro       | 70' |
| 4  | DEF | Luis Cardozo        | 71' |
| 9  | DEL | Luis Neri Caballero | 80' |

| Anotado         | 19' | Sebastián Pinto | 1–0 |
| Anotado · Penal | 62' | Sebastián Pinto | 2–2 |
| Anotado         | 74' | Sebastián Pinto | 3–2 |

| Anotado · Penal | 52' | Édgar Benítez      | 1–1 |
| Anotado         | 56' | Julio César Manzur | 1–2 |

| Amonestado | 20' | Michael Contreras |  |
| Amonestado | 84' | Eric Godoy        |  |
| Amonestado | 85' | Luis Casanova     |  |

| Amonestado | 21' | Fidencio Oviedo |  |
| Amonestado | 62' | Carlos Bonet    |  |
| Amonestado | 83' | Ismael Benegas  |  |

| Otorgado · Expulsado | 50' | Michael Contreras |  |

| Otorgado · Expulsado | 86' | Fidencio Oviedo |  |

| \| Jugador del Partido \| Sebastián Pinto \| |                 |
| Árbitro                                      | Raúl Orosco     |
| Jugador del Partido                          | Sebastián Pinto |

| Jugador del Partido | Sebastián Pinto |

| 1          | POR        | Luis Marín               |     |
| 6          | DEF        | Leandro Delgado          | 74' |
| 17         | DEF        | Luis Casanova            |     |
| 4          | DEF        | Lucas Domínguez          |     |
| 16         | MED        | Michael Contreras        |     |
| 26         | MED        | Christian Martínez Muñoz |     |
| 21         | MED        | Lorenzo Reyes            | 83' |
| 22         | MED        | Matías Campos Toro       |     |
| 10         | DEL        | Junior Fernandes         | 87' |
| 19         | DEL        | Sebastián Pinto          | 76' |
| 18         | DEL        | Mathías Vidangossy       | 74' |
| Entrenador | Entrenador | Claudio Borghi           |     |

| 12         | POR        | Diego Barreto      |     |
| 6          | DEF        | Carlos Bonet       | 63' |
| 13         | DEF        | Ismael Benegas     |     |
| 3          | DEF        | Julio César Manzur | 71' |
| 2          | DEF        | Tomás Bartomeus    |     |
| 5          | MED        | Víctor Ayala       | 80' |
| 14         | MED        | Fidencio Oviedo    |     |
| 8          | MED        | Sergio Aquino      | 24' |
| 11         | DEL        | Édgar Benítez      | 70' |
| 16         | DEL        | José Ariel Núñez   |     |
| 7          | DEL        | Pablo Zeballos     | 42' |
| Entrenador | Entrenador | Francisco Arce     |     |

| 3  | DEF | Eric Godoy       | 74' |
| 24 | MED | Jorge Romo       | 74' |
| 9  | DEL | Leonardo Monje   | 76' |
| 2  | DEF | Matías Gutiérrez | 83' |
| 14 | DEL | Sebastián Ubilla | 87' |

| 15 | MED | Silvio Torales      | 24' |
| 18 | MED | Marcos Melgarejo    | 42' |
| 10 | MED | Julio dos Santos    | 63' |
| 17 | DEL | Fredy Bareiro       | 70' |
| 4  | DEF | Luis Cardozo        | 71' |
| 9  | DEL | Luis Neri Caballero | 80' |

| Anotado         | 19' | Sebastián Pinto | 1–0 |
| Anotado · Penal | 62' | Sebastián Pinto | 2–2 |
| Anotado         | 74' | Sebastián Pinto | 3–2 |

| Anotado · Penal | 52' | Édgar Benítez      | 1–1 |
| Anotado         | 56' | Julio César Manzur | 1–2 |

| Amonestado | 20' | Michael Contreras |  |
| Amonestado | 84' | Eric Godoy        |  |
| Amonestado | 85' | Luis Casanova     |  |

| Amonestado | 21' | Fidencio Oviedo |  |
| Amonestado | 62' | Carlos Bonet    |  |
| Amonestado | 83' | Ismael Benegas  |  |

| Otorgado · Expulsado | 50' | Michael Contreras |  |

| Otorgado · Expulsado | 86' | Fidencio Oviedo |  |

| \| Jugador del Partido \| Sebastián Pinto \| |                 |
| Árbitro                                      | Raúl Orosco     |
| Jugador del Partido                          | Sebastián Pinto |

| Jugador del Partido | Sebastián Pinto |

| Chile         |
| Campeón Chile |